# Logistika

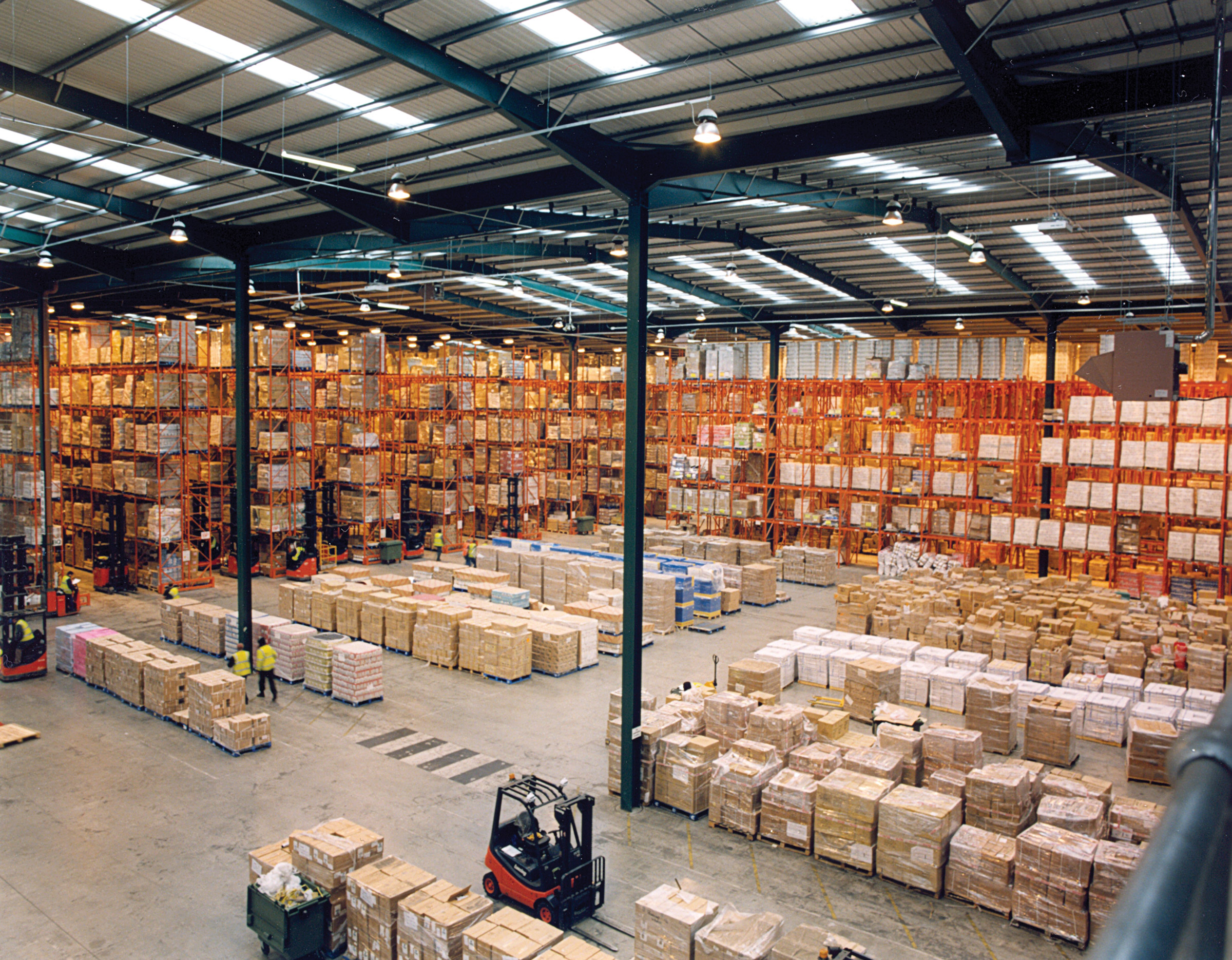
Moderní sklad s vysokoregálovým úložným systémem

Logistika (z franc. logistique) je termín, který zavedl švýcarský důstojník baron Antoine-Henri Jomini. Odvodil jej od termínu maréchal de logis, což znamená ubytovatel. Ubytovatel byl důstojník, který se zabýval ubytováním a v širším významu zásobováním vojsk.
Dnes se užívá v několika významech:
- Logistika jako nauka, která se zabývá fyzickými toky zboží či jiných druhů zásob od dodavatele k odběrateli (zákazníkovi) a informačními toky v písemné nebo i ústní podobě.
- Logistika jako soubor činností, jejichž úkolem je zajistit, aby bylo správné zboží ve správném čase, ve správném množství, ve správné kvalitě na správném místě a se správnými náklady.
- Logistika představuje organizaci, plánování, řízení a realizaci toků zboží vývojem a nákupem počínaje, výrobou a distribucí podle objednávky konečného zákazníka konče tak, aby byly splněny všechny požadavky trhu při minimálních nákladech a minimálních kapitálových výdajích[1].

## Význam
Logistika se zabývá toky zboží, peněz a informací jak mezi dodavatelem a odběratelem, tak také uvnitř jednotlivých firem, a to včetně různých systémů skladování zásob. Účelem celého oboru je tyto toky optimalizovat tak, aby představovaly pro firmu co nejmenší náklady.
Vzhledem k tomu, že u průměrného podniku náklady na skladování činí okolo 20 % obratu firmy, je tento obor velmi významný. Aby se náklady snížily ještě více, někdy se uplatňuje metoda Just in time – zásobování synchronizované s výrobou, tedy, že dodávky materiálu a součástek se uskuteční přesně v okamžiku, když je jich ve výrobě zapotřebí, a odpadá tak potřeba meziskladů. Podobná je metoda "Just in sequence", která dodá materiál nejen včas, ale rovněž v patřičném pořadí (montáže).
Toky v logistice (materiálové, finanční, informační) lze popsat pomocí různě dlouhých a složitých logistických řetězců či cyklů.

## Vznik a vývoj
Potřeba organizovat zásobování a jeho toky se nejprve objevila v armádě. První náznaky se objevily již ve starověkém Řecku, Římě a Byzanci. Existovali důstojníci, kteří byli zodpovědní právě za ubytování a zásobování. V moderním válečnictví se důležitost logistiky ukázala naplno. Frontu bylo nutné neustále zásobovat střelivem, potravinami, lidmi i zbraněmi. Do obchodu přešla logistika v 50. letech, stalo se tak v USA jako snaha ještě více snížit náklady. Systém byl vytvořen analogicky podle vojenského modelu, který se ukázal jako úspěšný a rozhodl mnoho bitev.